# 鹿島神社 (埼玉県杉戸町大字広戸沼)
鹿島神社（かしまじんじゃ）は、埼玉県北葛飾郡杉戸町の神社。

## 歴史
1643年（寛永20年）に創建された。これは神社明細帳に基づくもので、ちょうどその頃に広戸沼の地名の由来となった沼の干拓と新田開発が行われたことから、その頃に創建されたものと推測される。その後、1753年（宝暦3年）に稲荷神社、1810年（文化7年）に富士浅間神社、1818年（文化15年）に天神神社が境内社として勧請されるようになった。
明治初期、近代社格制度に基づく「村社」に列せられた。
かつては、例祭時に四斗樽二本の甘酒が振舞われていた。高度経済成長以前は年1度の楽しみとされていたが、経済的に豊かになるにつれて次第に廃れるようになり、昭和40年代後半に中絶してしまった。

## 交通アクセス
- 路線バス中野停留所より徒歩15分。